# Girard Desargues
Girard Desargues (Lyon, Francia, 21 de febrero de 1591-íd., 9 de octubre de 1661) (a veces, en textos españoles, Gérard Desargues)  fue un matemático e ingeniero francés, considerado el fundador de la geometría proyectiva.

## Biografía
Desargues nació en Lyon en el año 1591, dentro de una familia monárquica tanto por la rama paterna como por la materna. Su padre trabajaba para la diócesis local.
Girard Desargues se dedicó desde el año 1645 a la arquitectura, habiendo estado anteriormente al servicio de la corte de Francia como ingeniero militar bajo las órdenes del cardenal Richelieu, de quien era pariente.
Vivió en una de las épocas de mayor esplendor de las matemáticas en Francia: perteneció al círculo de científicos relacionados a través de Marin Mersenne (1588-1648), manteniendo una estrecha relación con los Pascal (Blaise Pascal (1623-1662) y su padre Étienne Pascal (1588-1651)), con René Descartes (1597-1650), con Pierre de Fermat (1601-1665) y con Philippe de la Hire (1640-1719).

## Obra

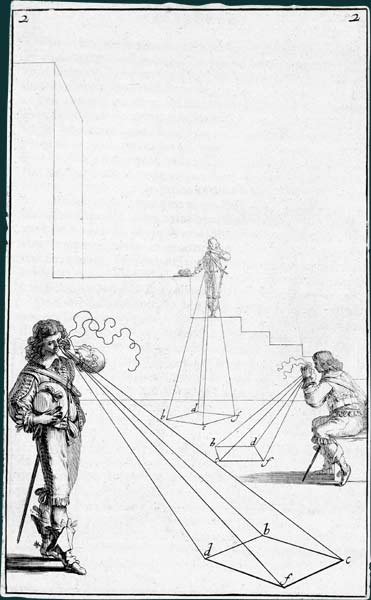
Ilustración de A. Bosse del Tratado de Desargues.

### Ingeniero y arquitecto
Como ingeniero militar diseñó un sistema para elevar agua que fue instalado en las cercanías de París. El ingenio estaba fundamentado en el principio de la rueda epicicloidal. También colaboró en la construcción de la presa en La Rochelle, un proyecto auspiciado por el cardenal Richelieu. A partir de 1645 se dedicó a la arquitectura, trabajando en París y en Lyon. Uno de sus proyectos más destacados fue una casa en Lyon (conservada hasta 1844), estructurada alrededor de una escalera en espiral, en una sorprendente muestra de equilibrio.

### Escritos
Desargues no hizo ningún esfuerzo para que sus escritos fuesen comprensibles para sus lectores potenciales: utilizaba caracteres muy pequeños y una terminología propia (de inspiración botánica) que dificultaba su comprensión. Por ejemplo, denominaba tronco al eje de abscisas, nudos a los puntos sobre un eje y ramas a las ordenadas. A las secciones cónicas las denominaba coup de rouleau (golpe de rodillo).
Escribió sobre temas "prácticos" como la perspectiva (1636), el corte de piedras para su uso en la construcción (1640) y relojes de sol (1640). Sin embargo, sus escritos son extraordinariamente densos y con un acercamiento muy teórico a los temas tratados, muy lejos de los tratados prácticos dirigidos a los artífices de las obras de construcción.
Editó sus escritos en tiradas pequeñas (de unos 50 ejemplares), pensadas para el círculo de científicos con los que trataba, lo que estuvo a punto de provocar su desaparición total. De su obra más importante, titulada en francés "Brouillon project d'une atteinte aux evenemens des rencontres du Cone avec un Plan" [Borrador de un ensayo sobre los resultados de los encuentros de un cono con un plano] (editada en París en 1639), solo se conserva un ejemplar, descubierto en 1951 en una biblioteca de París. Hasta entonces, esta obra únicamente había llegado hasta nuestros días a través de una copia manuscrita que había realizado Philippe de la Hire, encontrada también en una biblioteca de París en 1847. El resto de sus obras se han conservado en su mayor parte gracias a Abraham Bosse (1602-1676) (un profesor de perspectiva, más conocido posteriormente como ilustrador y grabador), quien las adaptó para que fuesen más fácilmente publicables.
Sus trabajos han sido compilados y recolectados en la obra de René Taton L'oeuvre mathématique de Desarques. Se puede decir que casi todos ellos son de carácter matemático y netamente orientados a la geometría.

### Geometría proyectiva

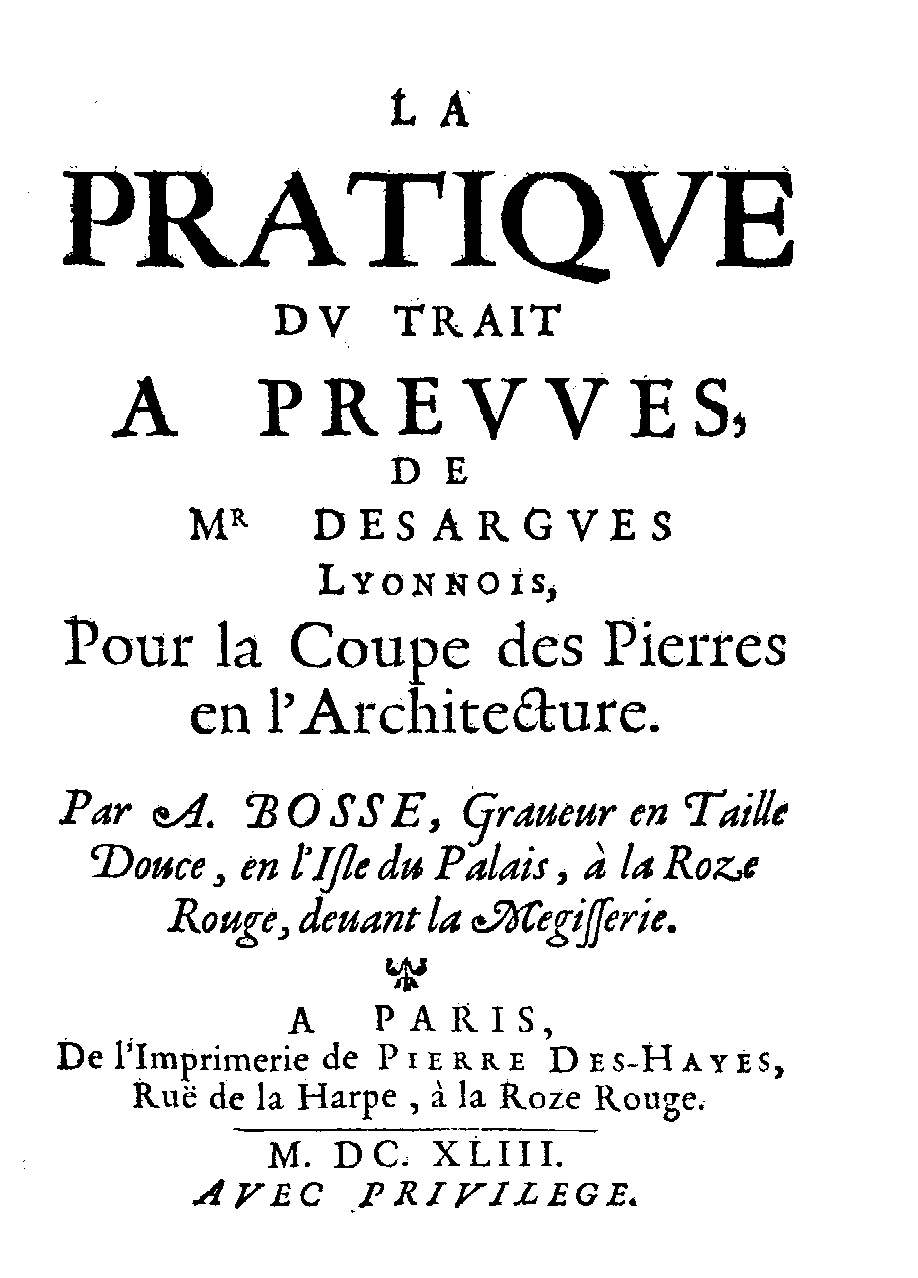
Pratique du trait a preuves (1643)

Las opiniones poco ortodoxas de Desargues sobre el papel de la perspectiva en la arquitectura y la geometría apenas tuvieron eco en París, por lo que regresó a Lyon, donde desarrolló su nueva teoría prácticamente aislado. El resultado, en frase del historiador de las matemáticas Carl B. Boyer fue el ya citado "Brouillon project d'une atteinte aux evenemens des rencontres du Cone avec un Plan":

Uno de los grandes libros con menor éxito que se haya producido jamás.
Carl B. Boyer

Esta obra supone el primer hallazgo verdaderamente revolucionario en el campo de las curvas de segundo orden en más de mil quinientos años, desde que Apolonio diese forma a su obra canónica Cónicas. Hasta bien entrado el siglo XIX, la obra de Desargues tuvo una repercusión prácticamente nula entre los geómetras.
A pesar de la complejidad del título de su Brouillon, la idea en la que se basa la geometría proyectiva es muy sencilla (derivada de la técnica renacentista de la perspectiva y del principio de continuidad de Johannes Kepler): que una curva cónica sigue manteniendo su condición de cónica independientemente de la perspectiva bajo la que se observe, y que determinadas propiedades de estas curvas permanecen invariables bajo tales cambios. Para ello, introduce conceptos como los puntos del infinito (fácilmente asimilables a los puntos del horizonte en la técnica de la perspectiva cónica), que le permiten establecer una gradación continua de correspondencia entre cónicas (por ejemplo, una parábola es una elipse con uno de sus focos en el infinito) y reducir las secciones cilíndricas a un caso particular de las cónicas.
Curiosamente, el conocido teorema de Desargues, que después se convertiría en pieza clave de la geometría proyectiva durante el siglo XIX, fue publicado en 1648 por su amigo y seguidor Abraham Bosse, en el libro titulado Manière universelle de S. Desargues pour pratiquer la perspective.

## Eponimia
- El teorema de Desargues, la configuración de Desargues y el grafo de Desargues llevan su nombre.
- El cráter lunar Desargues, que honra su memoria.